# Оуквуд (округ Полдінг, Огайо)
Оуквуд (англ. Oakwood) — селище (англ. village) в США, в окрузі Полдінґ штату Огайо. Населення — 546 осіб (2020).

## Географія
Оуквуд розташований за координатами 41°5′35″ пн. ш. 84°22′35″ зх. д. / 41.09306° пн. ш. 84.37639° зх. д. (41.093092, -84.376516).  За даними Бюро перепису населення США в 2010 році селище мало площу 1,52 км², уся площа — суходіл.

## Демографія
Згідно з переписом 2010 року, у селищі мешкало 608 осіб у 228 домогосподарствах у складі 159 родин. Густота населення становила 399 осіб/км².  Було 248 помешкань (163/км²).
Расовий склад населення:
| - 96,9 % — білих - 0,2 % — корінних американців |

До двох чи більше рас належало 2,1 %. Частка іспаномовних становила 4,3 % від усіх жителів.
За віковим діапазоном населення розподілялося таким чином: 28,1 % — особи молодші 18 років, 57,4 % — особи у віці 18—64 років, 14,5 % — особи у віці 65 років та старші. Медіана віку мешканця становила 33,4 року. На 100 осіб жіночої статі у селищі припадало 101,3 чоловіків;  на 100 жінок у віці від 18 років та старших — 105,2 чоловіків також старших 18 років.
Середній дохід на одне домашнє господарство  становив 41 227 доларів США (медіана — 40 833), а середній дохід на одну сім'ю — 47 048 доларів (медіана — 47 232). Медіана доходів становила 41 397 доларів для чоловіків та 26 354 долари для жінок. За межею бідності перебувало 15,7 % осіб, у тому числі 17,2 % дітей у віці до 18 років та 6,0 % осіб у віці 65 років та старших.
Цивільне працевлаштоване населення становило 222 особи. Основні галузі зайнятості: виробництво — 32,9 %, освіта, охорона здоров'я та соціальна допомога — 20,3 %, роздрібна торгівля — 14,4 %, мистецтво, розваги та відпочинок — 11,3 %.